# Rockhampton, Queensland
Rockhampton este un oraș din statul Queensland, Australia.